# Frères franciscains de l'Immaculée
Les frères franciscains de l'Immaculée (Congregatio Fratrum Franciscanorum Immaculatae) forment une congrégation cléricale de droit pontifical fondée le 2 avril 1970 par le père Stefano Maria Manelli, franciscain conventuel, et le père Gabriele Maria Pelletieri, également franciscain conventuel. Le but est de revenir à une authentique vie franciscaine avec une dimension mariale.

## Histoire

### Origines
La communauté trouve son origine dans l'expérience de Stefano Maria Manelli, né en 1933. Il est le fils du Settimio Manelli (25 avril 1886 - 26 avril 1978), et de son épouse Licia Manelli, née Gualandris (13 juillet 1907 - 18 janvier 2004) ; la phase diocésaine de la cause en béatification a débuté le 20 décembre 2010 pour ses deux parents.
Settimo Manelli est l'un des fils spirituels du saint Padre Pio[réf. nécessaire]. Padre Pio est considéré comme l'un des protecteurs de l'institut. Stefano reçoit sa première communion des mains du Padre Pio et sert sa messe pendant son enfance. À l'âge de douze ans, les frères mineurs conventuels demandent au jeune garçon s'il aimerait les rejoindre. Son père consulte Padre Pio qui lui conseille vivement d'accepter cette proposition pour son fils[réf. nécessaire].
Au moment du Concile Vatican II, l’Église catholique encourage les ordres religieux à revenir aux charismes d'origine à travers le texte Perfectae caritatis. En 1969, Stefano Maria Manelli demande la permission au ministre général des frères mineurs conventuels de mener une vie plus rigoureuse et plus pauvre. S'inspirant de saint Maximilien-Marie Kolbe, il désire vivre sa vie franciscaine dans une dimension plus mariale, la traccia mariana. Après avoir reçu l'accord en 1970, c'est avec le père Gabriele Pelletieri qu'il s'installe au couvent de Frigento, jouxtant le sanctuaire Notre-Dame-du-Bon-Conseil, qui allait bientôt fermer.
Une communauté se forme rapidement et les vocations sont nombreuses, alors que l'ensemble des ordres religieux en Europe sont marqués par une forte sécularisation. Le père Manelli, qui est spécialiste de mariologie, est auteur de plusieurs ouvrages et défenseur du concept de Marie co-rédemptrice, s'inspire de saint Maximilien-Marie Kolbe qui aimait volontiers signer ses écrits comme « franciscain de l'Immaculée ». Les frères portent une tenue religieuse et scapulaire bleu clair cendré avec la médaille de l'Immaculée Conception sur la poitrine.

### Approbation
Devant le succès de la jeune communauté[réf. nécessaire], les supérieurs du père Manelli lui demandent de lancer une mission aux Philippines où il envoie trois frères. Là-bas, ils trouveront de nombreuses vocations et fondèrent plusieurs maisons.
La congrégation a été érigée par Carlo Minchiatti, selon la « volonté du Saint-Père » Jean-Paul II, comme institut de droit diocésain en 1990 dans l'archidiocèse de Bénévent (Italie). Les frères sont alors une trentaine. La congrégation a été promue au statut d'institut de droit pontifical, le 1er janvier 1998.

### Recadrage canonique
Depuis 2007, la congrégation, profitant du motu proprio Summorum Pontificum de Benoît XVI, a décidé de privilégier ce que ce document appelle la forme extraordinaire du rite romain, pour se rapprocher encore plus de la spiritualité de la Mission de Marie fondée par saint Maximilien Kolbe et dont se sont inspirés les franciscains de l'Immaculée ; mais en 2011 des visites canoniques commencent et en 2013, le pape François décide d'un retour à la célébration dans le rite ordinaire et d'une révision du charisme de la congrégation. En juillet 2013, la congrégation est dirigée par le commissaire pontifical Fidenzio Volpi, capucin, nommé par le Saint-Siège, avec en toile de fond une scission de la congrégation entre partisans de l'une ou l'autre discipline. Le commissaire fait fermer des couvents, dont celui — symbolique — de Bénévent, berceau de la congrégation. Par décision de l’organisme de médiation du Tribunal de Rome, rendue en date du 12 février 2015, le Père Volpi, commissaire apostolique des franciscains de l’Immaculée, est condamné à verser 20 000 euros de dommages et intérêts aux membres de la famille du père Stefano Manelli, fondateur des franciscains de l’Immaculée, qu'il avait accusés de détournement des biens de la congrégation par courrier en 2013[réf. nécessaire].
Après la mort de Volpi d'une congestion cérébrale, le 7 juin 2015, le Saint-Siège nomme trois nouveaux commissaires : le salésien Sabino Ardito, le capucin Carlo Calloni et le jésuite Gianfranco Ghirlanda.

## Charisme
Le père Manelli, dans la ligne de sa spiritualité, cet institut se caractérise par sa volonté de vivre la Règle de Saint François d'Assise dans une perspective nettement mariale, selon l’inspiration et l'exemple de saint Maximilien-Marie Kolbe, également franciscain conventuel. Cette consécration particulière à Marie se concrétise par un « quatrième vœu » marial (en plus des trois vœux habituels des religieux), pour la Mission de l'Immaculée Médiatrice qu'ils mènent, qui consiste à étudier et diffuser le Mystère de Marie, Immaculée et Co-rédemptrice.

## Diffusion

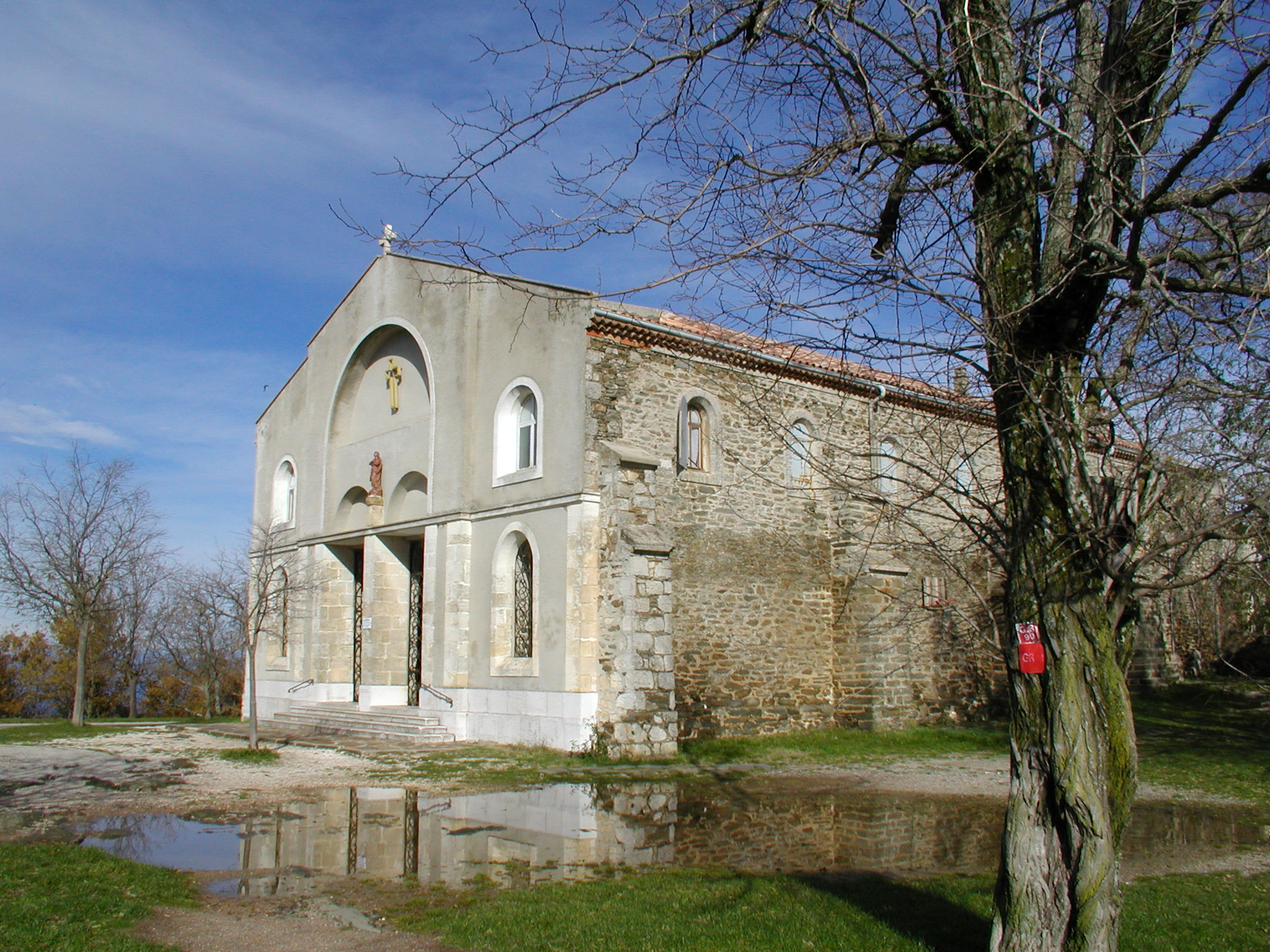
Façade de la chapelle Notre-Dame-des-Anges du massif des Maures, à côté de Pignans, tenue par les franciscains de l'Immaculée.

Répandus sur les cinq continents, les franciscains de l'Immaculée sont présents en petites communautés d'abord en Italie, et en Europe en Angleterre, au Portugal, en Autriche, en Pologne et en France (avec une maison à Pignans dans le Var). Ils se sont également développés dans le continent américain aux États-Unis (où ils ont cinq maisons), au Brésil et en Argentine, ainsi qu'en Afrique au Bénin (où ils animent deux sanctuaires : Notre-Dame-de-la-Divine-Miséricorde d'Allada et Notre-Dame-de-la-Paix de Bembéréké), au Cameroun, au Nigeria et au Tchad. Leur croissance est importante[réf. nécessaire] en Asie, en Inde, au Kazakhstan (à Atbassar) et aux Philippines (où ils ont six maisons). Ils sont aussi en Australie (où ils ont deux maisons). Ils animent depuis 1999 la pastorale de la basilique Sainte-Marie-Majeure de Rome et possèdent le collège Terra Sancta à Jérusalem. Au début du XXIe siècle, les Frères, en progression constante, regroupent environ 300 profès. Ils sont 352 religieux en 2010 dans 55 maisons, dont 24 maisons en Italie. Il y avait plus de 120 novices en 2009.

## Autres branches

### Sœurs franciscaines de l'Immaculée
Les pères Stefano Maria Manelli et Gabriele Pelletieri créent les sœurs franciscaines de l'Immaculée. Elles sont aujourd'hui[Quand ?] présentes sur cinq continents avec 47 maisons et environ 350 religieuses. Il existe aussi une branche contemplative, les Colombes de l'Immaculée, qui sont présentes en Italie, Royaume-Uni et Philippines. Les sœurs ont reçu l'approbation pontificale le 9 novembre 1998.

### Clarisses de l'Immaculée
Le 29 juillet 2006, une branche contemplative est fondée, partageant le charisme des franciscains de l'Immaculée et rattachée à l'Ordre des clarisses. Il existe aujourd'hui 4 maisons et environ une quarantaine de religieuses.

### Mission de l'Immaculée Médiatrice
Le 8 septembre 1990, Stefano Manelli fonde à Loreto la Mission de l'Immaculée Médiatrice. C'est une association de laïcs qui vivent le charisme de l'institut et se consacrent à l'Immaculée. Elle reçoit l'approbation pontificale le 1er janvier 1998, en même temps que l'institut.